# GRWM
GRWMは、"Get Ready With Me" の略であり、出かける準備をする様子を撮影した動画である。

## 概要
韓国の美容系YouTuberが始めたという説があり、日本では2020年3月にEXITのりんたろー。がGRWM動画を投稿したことで、SNSで認知度が上昇した。
出かける前のスキンケア・メイク・ヘアアレンジなどの手順の実演・説明などが行われる。
朝の様子をよりリアルに見せるために、カットや編集を加えていない動画が多い。
伊原葵はTOKYO MXの番組で、GRWMについて「（人がメイクをするところは）なかなか観る機会がないですし、今（2019年8月）注目が集まっている」「女の子が“今日はどういうメイクにしようか”とか“どんな洋服を着ようかな”と悩んでいるときの参考になればいいなと思って」と語っている。

## その他
ドラマ『御手洗家、炎上する』の村田杏子役を演じる永野芽郁がGRWMに挑戦する様子を描く動画がNetflix Japanの公式YouTubeで公開された。ただし、この動画は途中から永野のGRWMではなくこのドラマの杏子の映像に変化している。